# Księga Micheasza
Księga Micheasza (hebr. מיכה Micha) – jedna z ksiąg prorockich Starego Testamentu, autorstwa proroka Micheasza. W kanonie hebrajskim znajdowała się w Księdze Dwunastu proroków mniejszych.

## Treść
Treść Księgi Micheasza dzieli się na trzy części. Część pierwsza obejmuje rozdziały 1–3, na które składają się mowy przeciwko Samarii i Jerozolimie, wskazówki przywódcom Judei, krytyka kapłanów i fałszywych proroków, obarczanie ich winą za nieszczęścia, które nawiedziły kraj, oraz groźba kary ze strony Jahwe. Druga część to rozdziały 4–5, zawierające mowy na temat przyszłych czasów oraz zapowiedź wyzwolenia ludu. Pojawiają się tu elementy eschatologiczne (dzień Jahwe) oraz treści przypominające nauczanie Izajasza o królestwie Jahwe, Mesjaszu, proroctwa o zniszczeniu pogańskich kultów i ocaleniu narodu. Trzecia część, stanowiąca rozdziały 6–7, składa się z czterech niezależnych od siebie fragmentów. Treść zawiera skargi, groźby i żale, a jednocześnie ukazuje obraz sprawiedliwego sądu Jahwe oraz wezwanie do miłości i pokory. Całość zakończona jest hymnem nadziei i obietnicą zbawienia.

## Autorstwo

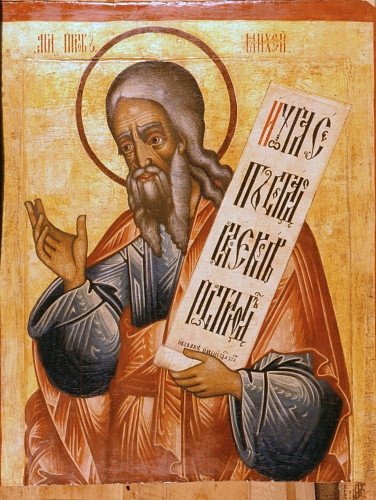
Prorok Micheasz, ikona rosyjska XVIII w.

Autorem księgi jest prorok Micheasz z Moreszet (Mi 1, 1). Lata działalności Micheasza przypadły na panowanie królów Jotama, Achaza i Ezechiasza w okresie 747–697 p.n.e. Orientacyjny czas działalności Micheasza potwierdzony jest przez Księgę Jeremiasza (Jer 26, 18), wzmiankującą o tym, że Micheasz prorokował za panowania Ezechiasza i był współczesny Izajaszowi, na co też wskazuje podobieństwo jego nauczania do nauk Izajasza.
Brak wzmianek biograficznych o Micheaszu. Z jego krytyki majętnej warstwy rządzącej można wnioskować, że należał do biedniejszej warstwy rolników lub hodowców bydła. Swoje nauki głosił prawdopodobnie w Jerozolimie, gdyż potępiał stołeczny przepych i rozwiązłość.
Mowy pierwszej części księgi, pełne rozgoryczenia, wskazują na osobiste przeżycia proroka. Nawiązanie do Samarii pozwala sądzić, że ta część powstała jeszcze przed 722 rokiem p.n.e., a lament nad Judeą i Jerozolimą – że prorok przeżył najazd Asyrii na kraj w 701 roku p.n.e. Fragment Mi 2, 12–13, traktujący o zgromadzeniu rozproszonych w niewoli, prawdopodobnie jest późniejszym dodatkiem do części pierwszej księgi, z czym się zgadza większość biblistów.
Autorstwo Micheasza części drugiej jest wątpliwe. Rozpoczynająca część druga mowa (Mi 4, 1–4) jest powtórzeniem Księgi Izajasza (Iz 2, 2–3), z dodatkiem jednego wersu. Treść pozostałych fragmentów zawiera aluzje do późniejszych czasów niewoli, więc albo jest uzupełnieniem oryginalnej treści, albo została spisana znacznie później, co jest bardziej prawdopodobne, gdyż stanowi integralną całość.
Istnieją argumenty za autorstwem Micheasza trzeciej części księgi, choć nie są one zbyt mocne. Jako przykład może posłużyć fragment, potępiający w dobitnej formie ofiarę z dzieci (Mi 6, 6–8). Praktyka ta była rozpowszechniona szczególnie za panowania Manassesa w latach 697–641 p.n.e., w większym stopniu niż za Achaza (734–728 p.n.e.). Dlatego nie wyklucza się, że Micheasz mógł działać też za Manassesa, mimo że król ten nie został wspomniany w Mi 1, 1, jednak sposób karcenia w porównaniu z pierwszą częścią jest o wiele łagodniejszy. Forma tekstu końcowego księgi (Mi 7, 2–20) wskazuje, że powstała ona w czasach niewoli babilońskiej lub okresie późniejszym, więc jego autorem nie był Micheasz.